# ルーク・ジョンソン・フォーン・エクスペリメント
「ザ・ ルーク・ジョンソン・フォーン・エクスペリメント」（The Luke Johnson Phone Experiment）は米国アリゾナ州在住、27歳のルーク・ジョンソン（Luke Johnson）によって始められた。2006年9月18日、彼は自分の携帯電話に電話を寄こすよう世界中に呼びかける自作のビデオをYouTubeに投稿した。本人が言うには、この実験の目的は出会ったこともないどれだけ多くの人が彼に電話してくれるのか、知りたかったからだ。
実験を始めてから、ルークは世界各地から電話を受けた。2007年4月19日までに、136768件もの呼び出しを受けてきたのだ。彼の試みへの人気から、ルークは米国CNNやNational Public Radio、『レイチェル・レイ・ショウ』、NBCの『トゥデイ』、CN8の『アート・フェネル・リポート』、英国BBC News24、それにいくつものローカル・ニュース・チャンネルに紹介され、また国内向け、国際向けを問わず多くの新聞、雑誌、ラジオ番組の中でも採り上げられた。ルークは携帯プロバイダ会社クリケット・コミュニケーションズの宣伝塔の役まで申し込まれたが、そればかりか他の会社も同様な申し出をしてきたのである。携帯にかかってくる甚だしい量の呼び出しのために、ルークは何度か実験自体をおじゃんにさせてみたい気持ちになった。だが決心が揺らいだその都度、辛抱するための方法を見つけ出したのだと言う。
ルーク・ジョンソンは脚本家、映画製作者になるのが夢であるという。彼はウェブサイト「ルーク・アンド・テッド・ショウ」も手がけている。